# Tachinus laticollis
Tachinus laticollis är en skalbaggsart som beskrevs av Johann Ludwig Christian Gravenhorst 1802. Tachinus laticollis ingår i släktet Tachinus, och familjen kortvingar. Arten är reproducerande i Sverige.